# わたし出すわ
『わたし出すわ』（わたしだすわ）は、2009年10月31日公開の日本映画。監督・脚本は森田芳光。主演は小雪。
森田が監督・脚本を務めるのは1996年の『（ハル）』以来13年ぶり。テーマはお金。ロケはほぼ全て北海道函館市で行われた。

## ストーリー
東京から故郷へと戻ってきた山吹摩耶。ある日市電に乗った摩耶は、偶然にも高校時代の同級生・道上保と再会する。学生時代から路面電車に関心を持ち、現在は市電の運転士をしている保は摩耶に「世界の路面電車巡りをしてみたい」と話す。しかし、保にはその為のお金が無い。そんな保に摩耶は、「私がお金出してあげようか?」と持ちかける。保の元に後日、摩耶から大金と世界の路面電車の資料が入った小包が届く。
他にも、同級生の夢を叶える為に大金を出す摩耶。しかし、その大金の出所には大きな秘密があった。

## キャスト
- 山吹摩耶：小雪
- 魚住サキ：黒谷友香
- 道上保：井坂俊哉
- 川上孝：山中崇
- 保利満：小澤征悦
- 平場さくら：小池栄子
- 溝口雅也：仲村トオル
- 道上かえで：小山田サユリ
- 平場まさる：ピエール瀧
- 大野医師：入江雅人
- 天草大二郎：袴田吉彦
- 場をわきまえない記者：北川景子
- 摩耶の母：天光眞弓[1]
- クラブの住職：永島敏行
- 川上たみ：藤田弓子
- 神林多恵：加藤治子
- 原隆仁、佐藤恒治、鈴木亮平、林剛史、野間口徹、ヨシダ朝　ほか

## スタッフ
- 監督・脚本：森田芳光
- 製作総指揮：豊島雅郎（アスミック・エース）
- プロデューサー：竹内伸治、三沢和子
- エグゼクティブスーパーバイザー：黒澤満
- ラインプロデューサー：橋本靖
- 音楽：大島ミチル
- 撮影：沖村志宏
- 照明：渡辺三雄
- 美術：山崎秀満
- 録音：高野泰雄
- 音響効果：伊藤進一
- 編集：川島章正
- スクリプター：森永恭子
- 衣裳：宮本まさ江
- キャスティング：杉野剛
- 助監督：増田伸弥
- 製作担当：樫崎秀明
- 制作管理：山本勉
- プロデューサー・アシスタント：今井淑恵
- ロケ協力：函館市、はこだてフィルムコミッション、函館市交通局、公立はこだて未来大学　ほか
- 現像：IMAGICA
- スタジオ：東映東京撮影所
- 製作：アスミック・エース
- 製作プロダクション：セントラル・アーツ
- 配給：アスミック・エース

## 主題歌
- 辻詩音「ほしいもの」（デフスターレコーズ）